# Echium lidii
Echium lidii är en strävbladig växtart som beskrevs av Kunkel. Echium lidii ingår i släktet snokörter, och familjen strävbladiga växter. Inga underarter finns listade i Catalogue of Life.